# Lijst van wapens van Belgische deelgebieden
Dit artikel bevat een lijst van wapens van Belgische deelgebieden. Bestuurlijk gezien bestaat België uit gewesten, gemeenschappen, provincies en gemeenten.

## Wapens van gewesten en gemeenschappen

Brussels Hoofdstedelijk Gewest: Wapen
Duitstalige Gemeenschap: Wapen
Vlaanderen: Wapen
Wallonië: Wapen

## Wapens van Vlaamse provincies

Antwerpen: Wapen
Limburg: Wapen
Oost-Vlaanderen: Wapen
Vlaams-Brabant: Wapen
West-Vlaanderen: Wapen

## Wapens van Waalse provincies

Henegouwen: Wapen
Luik: Wapen
Luxemburg: Wapen
Namen: Wapen
Waals-Brabant: Wapen

## Wapens van voormalige provincies

Brabant: Wapen

Overzichtsartikel: Wapens van subnationale entiteiten
Argentinië · België · Brazilië · Canada · Colombia · Duitsland · Estland · Frankrijk · Guatemala · Italië · Liechtenstein · Kroatië · Litouwen · Mexico · Nederland · Noorwegen · Oekraïne · Polen · Roemenië · Rusland · Spanje · Thailand · Uruguay · Verenigd Koninkrijk · Verenigde Staten · Wit-Rusland
Historisch: Joegoslavië